# Tyrsenische Sprachen

Die Zentren der geografischen Verbreitung der tyrsenischen Sprachen (Etruskisch, Rätisch, Lemnisch)

Die tyrsenischen Sprachen (Tyrsenisch, auch Tyrrhenisch), benannt nach den Tyrsenern, sind eine von Helmut Rix (1998) vorgeschlagene Sprachfamilie, bestehend aus der etruskischen Sprache, der rätischen Sprache und der lemnischen Sprache. Rix schätzt für das Alter der hypothetischen Ursprache Proto-Tyrsenisch etwa einen Zeitraum um 1000 v. Chr. 
Dabei ist die Verbindung zum Rätischen als weniger sicher zu betrachten, weil die vorhandenen Inschriften keine zusammenhängenden Texte zeigen.

Der hypothetische Stammbaum der Tyrrhenischen Sprache, vorgeschlagen von de Simone und Marchesini (2013)

Auch eine ägäische Sprachfamilie wurde vorgeschlagen, die die eteokretische und die eteokyprische Sprache mit einschließt. Falls diese Sprachen in der Tat mit der etruskischen und der rätischen Sprache verwandt wären, stellten sie eine vorindogermanische Sprachschicht dar, die von der Ägäis und Kreta über Griechenland und die Apenninhalbinsel bis zu den Alpen reichte. Dies ist jedoch kein wissenschaftlicher Konsens; die eteokretische und die eteokyprische Sprache wurden u. a. auch mit den semitischen Sprachen in Verbindung gebracht.